# NIO ES8
La NIO ES8 è una autovettura elettrica prodotta dalla casa automobilistica cinese NIO a partire dal 2018.

## Descrizione
La produzione e la consegna sono iniziate in Cina alla fine di giugno 2018. Il sistema di propulsione elettrico dell'auto è stato sviluppato dalla indiana Tata Technologies, con alcune componenti realizzate dalla tedesca Bosch.
L'ES8 è un Crossover SUV di grandi dimensioni, dotato di un abitacolo a 7 posti. La carrozzeria e il telaio sono completamente in alluminio. La vettura è alimentata da una batteria agli ioni di litio da 84 kWh posta sotto il pianale, con un'autonomia dichiarata secondo il ciclo NEDC di 425 km. La batteria dà energia a due motori elettrici posti uno all'avantreno e l'altro al retrotreno, formando un sistema di trazione integrale. La potenza totale sviluppata da entrambi i motori è di 240 kW (321,8 cavalli) e 420 Nm di coppia. La velocità massima dichiarata è di 200 km/h limitata elettronicamente, mentre lo 0 a 100 km/h viene coperto in 4,4 secondi.
La ES8 supporta lo swapping battery che, presso le stazioni di ricarica chiamate Nio Power Swap Station, che permette di estrarre la batteria scarica e di inserirne una carica, in meno di 5 minuti. 
Dalla fine estate 2021, la vettura viene esportata in Europa in alcuni mercati selezionati, tra cui la Norvegia.